# Irán en los Juegos Paralímpicos de Londres 2012
Irán estuvo representado en los Juegos Paralímpicos de Londres 2012 por un total de 77 deportistas, 70 hombres y siete mujeres.

## Medallistas
El equipo paralímpico iraní obtuvo las siguientes medallas:
| Nombre | Deporte                   | Evento                                     |
| --- | ------------------------- | ------------------------------------------ |
| Oro |                           |                                            |
| Peyman Nasiri Bazanyani | Atletismo                 | 1500 m T20 masculino                       |
| Yavad Hardani | Atletismo                 | Disco F37/38 masculino                     |
| Mohsen Kaedi | Atletismo                 | Jabalina F33/34 masculino                  |
| Mohamad Jalvandi | Atletismo                 | Jabalina F57/58 masculino                  |
| Yalil Bagueri Yedi | Atletismo                 | Peso F54-56 masculino                      |
| Nader Moradi | Levantamiento de potencia | –60 kg masculino                           |
| Ali Hoseini | Levantamiento de potencia | –75 kg masculino                           |
| Mayid Farzin | Levantamiento de potencia | –82,5 kg masculino                         |
| Siamand Rahman | Levantamiento de potencia | +100 kg masculino                          |
| Zahra Nemati | Tiro con arco             | Recurvo individual W1/W2 femenino          |
| Plata |                           |                                            |
| Mehrdad Karamzadeh | Atletismo                 | Disco F42 masculino                        |
| Sayad Nikparast | Atletismo                 | Jabalina F12/13 masculino                  |
| Kamran Shokrisalari | Atletismo                 | Jabalina F42 masculino                     |
| Abdolreza Yokar | Atletismo                 | Jabalina F52/53 masculino                  |
| Mohsen Kaedi | Atletismo                 | Peso F34 masculino                         |
| Rohalá Rostami | Levantamiento de potencia | –67,5 kg masculino                         |
| Davud Alipurian Sadeg Bigdeli Said Ebrahimi Yalil Imeri Ahmad Eiri Mohamad Jalegui Mayid Lashkarisanami Reza Pidayesh Ramzan Salehi Isa Zirahi Naser Hasanpur                                                     | Voleibol sentado          | Torneo masculino                           |
| Bronce |                           |                                            |
| Farzad Sepahvand | Atletismo                 | Disco F44 masculino                        |
| Ali Mohamad Yari | Atletismo                 | Disco F54-56 masculino                     |
| Yavad Hardani | Atletismo                 | Peso F37/38 masculino                      |
| Hashem Rastegarimobin Moslem Akbari Bahman Ansari Rasul Atashafruz Yasem Bajshi Ehsan Golamhoseinpur Sadeg Hasani Bagui Morteza Heidari Abdolreza Karimzadeh Moslem Jazaipirsarabi Farzad Mehri Mehran Nikoe Mayd | Fútbol 7                  | Torneo masculino                           |
| Ali Sadegzadeh | Levantamiento de potencia | –100 kg masculino                          |
| Sareh Yavanmardi | Tiro                      | Pistola de aire 10 m SH1 femenino          |
| Zahra Yavanmard Zahra Nemati Razieh Shir Mohamadi | Tiro con arco             | Recurvo por equipos clase abierta femenino |